# Stenocrates
Stenocrates är ett släkte av skalbaggar. Stenocrates ingår i familjen Dynastidae.

## Dottertaxa tillStenocrates, i alfabetisk ordning[1]
- Stenocrates agricola
- Stenocrates amazonicus
- Stenocrates ariasi
- Stenocrates batesi
- Stenocrates beckeri
- Stenocrates bicarinatus
- Stenocrates bolivianus
- Stenocrates bollei
- Stenocrates canuli
- Stenocrates carbo
- Stenocrates carinatus
- Stenocrates celatus
- Stenocrates clipeatus
- Stenocrates cognatus
- Stenocrates cultor
- Stenocrates davisorum
- Stenocrates dubius
- Stenocrates duplicatus
- Stenocrates frater
- Stenocrates haacki
- Stenocrates hardyi
- Stenocrates hiekei
- Stenocrates holomelanus
- Stenocrates howdeni
- Stenocrates impeditus
- Stenocrates inpai
- Stenocrates laborator
- Stenocrates laceyi
- Stenocrates lachaumei
- Stenocrates laevicollis
- Stenocrates latus
- Stenocrates lecourti
- Stenocrates lichyi
- Stenocrates ligneus
- Stenocrates mahunkai
- Stenocrates minutus
- Stenocrates mollis
- Stenocrates nasutus
- Stenocrates omissus
- Stenocrates pereirai
- Stenocrates popei
- Stenocrates porioni
- Stenocrates pseudoligneus
- Stenocrates rabbanii
- Stenocrates rionegroensis
- Stenocrates rufipennis
- Stenocrates rugulosus
- Stenocrates spinosus
- Stenocrates varzeaensis